# Satoshi Koga
Satoshi Koga (jap. 古賀 聡 Koga Satoshi; ur. 12 lutego 1970) – japoński piłkarz występujący na pozycji pomocnika.

## Kariera klubowa
Od 1992 do 2000 roku występował w klubach Kashima Antlers, Brummell Sendai i Sanfrecce Hiroszima.